# Równanie różniczkowe Eulera
Równanie różniczkowe Eulera rzędu n – równanie różniczkowe postaci:
{\displaystyle a_{n}x^{n}y^{(n)}+a_{n-1}x^{n-1}y^{(n-1)}...+a_{1}xy'+a_{0}y=f(x)\quad {}} dla {\displaystyle a_{n}\neq 0,}
gdzie {\displaystyle a_{n},\dots ,} {\displaystyle a_{0}} są stałymi, a równanie jest liniowe względem {\displaystyle y} i jego pochodnych.
Jeżeli {\displaystyle f(x)=0} to równanie Eulera przyjmuje postać:
{\displaystyle a_{n}x^{n}y^{(n)}+a_{n-1}x^{n-1}y^{(n-1)}...+a_{1}xy'+a_{0}y=0\quad {}} dla {\displaystyle a\neq 0}
i nazywamy je równaniem jednorodnym.
Równanie różniczkowe Eulera można sprowadzić do równania różniczkowego liniowego o stałych współczynnikach podstawieniem
{\displaystyle x=e^{t}}
{\displaystyle {\frac {dx}{dt}}=e^{t}=x}
{\displaystyle {\frac {dt}{dx}}=e^{-t}=x^{-1}}
Dla pierwszego składnika:
{\displaystyle x{\frac {dy}{dx}}=x{\frac {dy}{dt}}{\frac {dt}{dx}}=x{\frac {dy}{dt}}x^{-1}={\frac {dy}{dt}}}
Dla drugiego składnika:
{\displaystyle x^{2}{\frac {d^{2}y}{dx^{2}}}=x^{2}{\frac {d}{dx}}\left({\frac {dy}{dx}}\right)=x^{2}{\frac {dt}{dx}}{\frac {d}{dt}}\left({\frac {dy}{dt}}{\frac {dt}{dx}}\right)=e^{2t}e^{-t}{\frac {d}{dt}}\left({\frac {dy}{dt}}e^{-t}\right)=e^{t}\left({\frac {d^{2}y}{dt^{2}}}e^{-t}-{\frac {dy}{dt}}e^{-t}\right)={\frac {d^{2}y}{dt^{2}}}-{\frac {dy}{dt}}}
Dla pozostałych obliczenia wyglądają analogicznie.
Weźmy równanie
{\displaystyle a_{2}x^{2}y^{(2)}+a_{1}xy^{(1)}+a_{0}y=f(x)}
Połóżmy
{\displaystyle y(x)=u(\ln(|x|))}
{\displaystyle a_{2}x^{2}\left(u^{(2)}\cdot {\frac {1}{x^{2}}}-u^{(1)}\cdot {\frac {1}{x^{2}}}\right)+a_{1}xu^{(1)}\cdot {\frac {1}{x}}+a_{0}u=f(x)}
{\displaystyle a_{2}u^{(2)}-a_{2}u^{(1)}+a_{1}u^{(1)}+a_{0}u=f(x)}
{\displaystyle a_{2}u^{(2)}+(a_{1}-a_{2})u^{(1)}+a_{0}u=f(x)}
A to jest już równanie liniowe o stałych współczynnikach
Znajdujemy pierwiastki równania charakterystycznego, następnie uzmienniamy stałą, rozwiązując układ z macierzą Wrońskiego
Przykład
{\displaystyle x^{3}y^{(3)}-x^{2}y^{(2)}-2xy^{(1)}+6y=0}
{\displaystyle y(x)=u(\ln {|x|})}
{\displaystyle -u^{(2)}\cdot 3/x^{3}x^{3}\left(u^{(3)}\cdot {\frac {1}{x^{3}}}-u^{(2)}\cdot {\frac {1}{x^{3}}}+u^{(1)}\cdot {\frac {2}{x^{3}}}\right)-x^{2}\left(u^{(2)}\cdot {\frac {1}{x^{2}}}-u^{(1)}\cdot {\frac {1}{x^{2}}}\right)-2xu^{(1)}\cdot {\frac {1}{x}}+6y=0}
{\displaystyle u^{(3)}-3u^{(2)}+2u^{(1)}-(u^{(2)}-u^{(1)})-2u^{(1)}+6u=0}
{\displaystyle u^{(3)}-4u^{(2)}+u^{(1)}+6u=0}
{\displaystyle \lambda ^{3}-4\lambda ^{2}+\lambda +6=0}
{\displaystyle (\lambda +1)\cdot (\lambda -2)\cdot (\lambda -3)=0}
{\displaystyle u=C_{1}e^{-x}+C_{2}e^{2x}+C_{3}e^{3x}}
{\displaystyle y=C_{1}\cdot {\frac {1}{x}}+C_{2}\cdot x^{2}+C_{3}\cdot x^{3}}